# José Gómez Villa
José Gómez Villa (Cieza, 17 de marzo de 1924-Alicante, 20 de diciembre de 2001) fue un músico y compositor español, conocido por sus marchas de procesión y pasodobles.

## Biografía
Gómez Villa nació en Cieza en 1924. Se formó como músico en la Academia de Música Municipal de Cieza. Fue en Cartagena, mientras realizaba el servicio militar, donde estudió composición y armonía.
Bajo la preparación de D. Ricardo Cano, Gómez Villa decidió presentarse las oposiciones a Sargento músico militar, las cuales aprobó en 1945 como trombón y en 1946 como bombardino en la Brigada. De Cartagena es destinado en 1947 a Tarifa, donde conoció a Rafael Campuzano (padre del compositor Felipe Campuzano), con el que forjó una gran amistad que perduró hasta su muerte. Dos años más tarde, fue destinado a Alicante, donde sería promovido a Subteniente en 1965.
Profesionalmente se interesó por la composición, entrando a formar parte de la Sociedad General de Autores (SGAE) en 1950. Fue en el año 2000, cuando la SGAE le brindó un homenaje por sus 50 años de pertenencia a la misma, adoptando posteriormente el seudónimo Segovi, con el que firmará algunas composiciones. Durante aproximadamente 20 años fue el director de la Banda de Música de San Vicente del Raspeig (Sociedad Musical “La Esperanza”), que lo homenajeó en 1997. Gómez Villa consiguió varios premios en concursos de composición en Alcoy para sus marchas moras, con la marcha cristiana L’Entrà dels Cristians, escrita en 1966 y dos segundos premios con los pasodobles Font Roja (1964) y El dianer alcoià (1967), piezas que dejaron su huella en la música festera alcoyana.
Pese a contraer matrimonio en 1955 con la también ciezana María Lucas Penalva, el matrimonio fijó su residencia definitivamente en la provincia alicantina, aunque nunca dejó de visitar Cieza, a la que sentía gran cariño y añoranza, donde nunca dejó de ser amigo de sus amigos y familia de los suyos. También se adaptó y quiso a la tierra que fue su casa durante tantos años; fruto de este cariño nacieron muchas obras referentes a sitios y fiestas de esa zona, como el himno a la “Santa Faz”, de gran veneración en Alicante, y las ya mencionadas antes dedicadas a las fiestas de Moros y Cristianos de Alcoy.
Hombre de profunda devoción religiosa y enamorado de la Semana Santa de su tierra, compuso para la misma un sinfín de marchas y pasodobles, motivo por el que en 1995 la Junta de Hermandades Pasionarias de Cieza, en reconocimiento a su labor, lo distinguió nombrándolo “Compositor de la Semana Santa de Cieza” y en 1997 las cofradías ciezanas le tributaron un merecido homenaje, al que posteriormente se fueron sucediendo otros.

## Obras selectas

### Marchas procesionales
- El Cristo del Perdón (1948)
- La Oración del Huerto (1948)
- Semana Santa Ciezana (1994)
- El Beso de Judas (1994)
- El Santo Cristo (1996)
- Virgen de Gracia y Esperanza (1996)
- La Unción de Betania (1997)
- El Descendimiento de Cristo (1997)
- Santísimo Ecce Homo (1997)
- La Samaritana (1998)
- La Sagrada Cena (1999)
- Encuentro de Jesús y María en la calle de la Amargura (1999)
- El Cristo de la Agonía
- San Pedro
- Santa María Magdalena
- El Cristo del Consuelo
- La Flagelación
- La Piedad

### Pasodobles
- Ángel Triunfante (1972)
- Dejad que los niños se acerquen a mi (1994)
- La Cortesía (1994)
- La Aparición de Jesús a María Magdalena (1996)
- El Traslado del Señor de la Cama (1997)
- Virgen del Amor Hermoso (1998)
- Que la Magdalena te guíe
- María Salomé  (1960)
- Francisco Miguel
- Benalúa

### Himnos
- Himno a la Virgen del Buen Suceso, Patrona de Cieza.
- Himno a la Santa Faz, (Alicante).

## Homenajes
Aparte de los ya mencionados que le realizaron en su ciudad natal (nombrado compositor de la Semana Santa de Cieza en 1995, con un homenaje por todas las cofradías ciezanas en 1997), como en San Vicente; el Conservatorio Profesional de Música de Cieza lleva su nombre, llamado oficialmente Conservatorio Profesional de Música "Maestro Gómez Villa" de Cieza desde su fundación en 2004.